# Kristus Pantokrator (Sinaj)

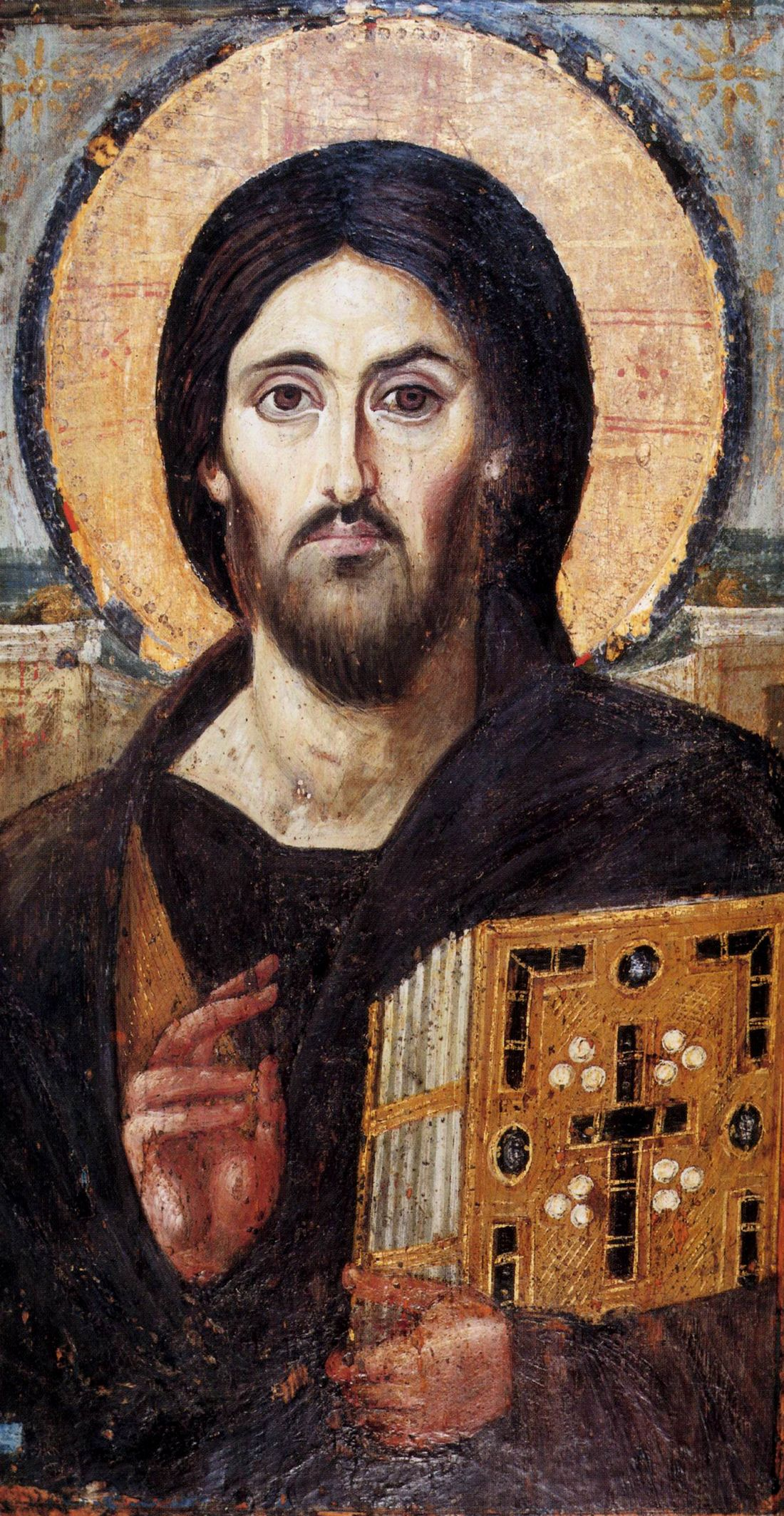
Kristus Pantokrator, Sinaj, 6. století

Kristus Pantokrator (Sinaj) – je nejstarší známá dochovaná ikona Krista tohoto typu pocházející až ze 6. století. Nachází se v klášteře svaté Kateřiny na Sinaji. Vyobrazení Ježíše Krista jako Pantokratora (doslova vládce všech), které je historiky a vědci považováno za jedno z nejdůležitějších a nejuznávanějších děl ve studiu byzantského umění i východního pravoslavného a katolického křesťanství.

## Pozadí
Nějakou dobu se předpokládalo, že ikona pochází ze 13. století, protože v té době byla téměř celá předělaná. V roce 1962 se dospělo k závěru, že pochází z poloviny šestého století, ačkoli přesné datum výroby není dosud známo. Klášter svaté Kateřiny byl založen byzantským císařem Justiniánem I. na sklonku jeho vlády, mezi lety 548 a 565, a těšil se císařskému patronátu a darům Justiniána a jeho dvora – ikona Krista Pantokratora byla jedním z mnoha možných císařských darů. Z tohoto důvodu se všeobecně předpokládá, že byla vyrobena v byzantském hlavním městě Konstantinopoli.

## Výklad a význam
Mnozí se shodují na tom, že ikona představuje dvojí povahu Krista, zobrazuje rysy člověka i Boha, možná pod vlivem následků ekumenických koncilů z minulého století v Efezu a Chalcedonu. Kristovy rysy na pravé straně (divákově levé) mají představovat vlastnosti jeho lidské přirozenosti, zatímco jeho levá strana (divákova pravá) představuje jeho božství. Jeho pravá ruka je zobrazena rozevřená směrem ven v gestu požehnání, zatímco levá ruka a paže svírají objemnou knihu Evangelia.
Ikona Krista Pantokratora je spolu s ikonami Matky Boží na trůně se svatými mučedníky a ikonou Apoštola Petra uznávaná za mistrovské dílo sinajské sbírky. Všechny tři enkaustické ikony jsou považovány za jeden umělecký celek se vznikem v polovině 6. století v době budování a výzdoby sinajského chrámu za císaře Justiniána.

## Popis a ikonografie
S výškou 84 cm, šířkou 45,5 cm a tloušťkou 1,2 cm byla ikona původně vyšší a širší, než byla její horní část a boky seříznuty. Původně byla ikona orámována – na rámu se obvykle nacházel věnovací nápis, ve kterém zákazník prosil Boha o spásu skrze jeho ikonu. Jinak je zde pouze jedno místo s větším poškozením, a to velká část Kristových vlasů na levém boku, včetně levého ucha a ramene. Původní enkaustický povrch je stále zachován v celkově výborném stavu. Technika enkaustiky umožňovala vytvořit ploché postavy reálně přesvědčivými. Vysoká umělecká hodnota ikony spočívá v křehké harmonii duchovní podstaty obrazu a krásy.
Všechny tři sinajské ikony jsou zobrazeny na pozadí výklenku, nad nímž se prostírá nebe se zlatými hvězdami, které tvoří spolu jeden celek a okna evokují představu paláce a městských hradeb – nebeského Jeruzaléma. Tento symbolický motiv vyjadřuje eschatologickou připomínku pro ty, kdo se modlí, očekávají spásu a budoucí Boží království. Umělci vytvářením zvláštního mystického rázu ikony zdůraznili ji jako nebeské vidění a bránu do jiného světa.
Kristovo purpurové roucho na ikoně vyjadřuje císařskou důstojnost, neboť jen členové císařské rodiny směli nosit purpur. Velká drahokamy zdobená kniha Evangelií poukazuje na roli Krista jako velekněze. Témata kněžství a království se na všech ikonách prolínají jako dominantní a nedělitelný celek. Kristus je zobrazen s plnovousem a vlasy spadajícími na plece a toto vyobrazení se stalo ideálem pro budoucí ikonopisce.
Stejně jako mnoho jiných raných ikon ze Sinaje byl i Kristus Pantokrator vytvořen technikou známou jako enkaustika - médiem používajícím horkou voskovou barvu, která se v byzantském světě po ikonoklastických sporech v 8. a 9. století používala jen zřídka. Sinajský klášter je jediným místem na světě, kde se dochovalo značné množství enkaustických ikon, zejména těch, které pocházejí již ze šestého století. V období byzantského ikonoklasmu pokračovala výroba pravoslavných ikon na Sinaji, zatímco v Konstantinopoli byly ničeny.

## Období po ikonoklasmu
Muslimští Arabové rychle ovládli Levantu jižně od tureckých hor, včetně Egypta a Sinaje, a v roce 640 přerušili vazby kláštera s Konstantinopolí. V době, kdy císař Lev III. zahájil v roce 726 éru obrazoborectví, byl klášter svaté Kateřiny již téměř sto let chráněn muslimskou nadvládou a mohl přežít řádění obrazoborectví. Umístění kláštera ve skalnaté sinajské poušti, daleko od jakékoli významné obchodní nebo vojenské cesty, navíc udržovalo poklady křesťanského umění kláštera svaté Kateřiny v bezpečí před nájezdníky i dobyvačnými armádami. Dnes se v klášteře nachází více než 2 000 ikon, které pocházejí z období od šestého století až po současnost.